# رونی شوروک
رونی شوروک (عبری: רוני שורוק‎؛ زادهٔ ۲۴ فوریهٔ ۱۹۴۶) بازیکن فوتبال اهل اسرائیل بود.
از باشگاه‌هایی که در آن بازی کرده‌است می‌توان به باشگاه فوتبال مکابی حیفا و باشگاه فوتبال هاپوئل کفار سابا اشاره کرد.
وی همچنین در تیم ملی فوتبال اسرائیل بازی کرده‌است.